# Състрадание
Състраданието е чувство на емпатия, предизвикана от чуждата болка или страдание (от там и съ-страдание, съпреживяване на чуждото страдание). По-силно от съчувствието, това чувство създава активно желание да се облекчи страданието на другите, то подтиква към желание за помощ.
Състраданието е израз на любов и симпатия. Състраданието съдържа и е израз на алтруизъм, грижа за другите. Състраданието има своя емоционална страна, въпреки че, когато се основава на мисловни понятия като безстрашие, справедливост и свобода, то може да се приеме за рационално по природа и неговото прилагане се разглежда като дейност, основана върху трезва преценка. Но като чувство по-силно от емпатията, един от аспектите на състраданието, например, се отнася до количествено измерение на индивидуалното състрадание, според негоите аспекти, тъй като то притежава качества като „дълбочина“, „жизненост“ и „страст“. В етически аспект така нареченото „Златно правило“ става ключов принцип на състраданието: Дръж се с другите така, както би искал те да се държат с теб . Състраданието заема важно място във философията и етиката, и се смята за една от най-великите добродетели в повечето религии.

## Състраданието във философията
Шопенхауер
Състраданието е основна тема в етиката на Шопенхауер. Според него състраданието има интуитивна природа . В своята книга On the Basis of Morality (Über die Grundlage der Moral) той казва, че моралността може да бъде базирана единстено на състраданието . Шопенхауер отхвърля егоизма и приема, че в състраданието си състрадаващият изпитва страдание аналогично на страдащия и в това се стреми да отмахне страданието (му).
Аз все пак го изпитвам в него, чувствам като мое, но не вътре в мен, а в другия... Но това предполага в определена степен, че аз се идентифицирам с другия, и в резултат бариерата между его и не-его е премахната….(On the Basis of Morality)

## Състраданието в религиите

### Будизъм
| „    | Състрадание е това, което прави сърцето на добрите да се вълнува от болката на другите. Това премахва болката на другите и за това е наречено състрадание. Наречено е състрадание и защото то приютява и прегръща, тези които страдат и изпитват тъга или са в беда. | “ |
| Буда | |   |

Далай Лама казва:
| „ | Ако искаш другите да са щастливи, практикувай състрадание. Ако искаш ти да си щастлив, практикувай състрадание. | “ |

### Индуизъм
В различните традиции на индуизма, състраданието е наречено daya и е основна ценност в индуизма. Важността на състраданието е посочена във Ведите, свещени текстове, датиращи от 1500 г. пр.н.е.
Централна концепция, която е свързана със състраданието в индуизма е тази за ахимса или непричиняването на страдание на другите, непричиняването на вреда.

### Ислям
В мюсюлманската традиция божествените черти са милосърдие и състрадание или на арабски: Rahman и Rahim. Всяка от 114 глави на Корана започват със стиха: „В името на състрадателния и милосърден Бог“. Например закат е данъчна такса за помощ на бедните и тези в нужда, която е задължителна за всички мюсюлмани, които са достатъчно богати, за да могат да помагат с нея (9:60).

### Християнство
Според схващанията на православието и католицизма, състраданието е смятано за основна християнска добродетел и като такава е свързана с любовта и милосърдието . Светците в православната и католическата църкви, протестантите се разграничават от техния начин на служение и поклонение, са "изпълнени" със състрадание и любов към хората и облекчават техните страдания.Като  светците, според схващанията на двете групи вярващи, помагат на душата да се качи при Бога след смъртта на човек. Според протестантските християни човек определя, къде ще отиде душата му, с живота си на земята и след смъртта му, душата отива директно в ада или небесното царство. Всеки сам е отговорен за себе си!

### Юдаизъм
В юдаизма Бог е състрадание и е извикван като Баща (отец) на състраданието и за това Raḥmana или състрадателни, става обичайното описание на неговите думи, които биват открити за хората. Библейската концепция на състраданието е чувството като на родител към дете.